# Steven Hartley
Steven Hartley (Shipley (West Yorkshire), 1960) is een Engelse acteur.
Hartley studeerde drama aan de London Academy of Music and Dramatic Art (LAMDA). Eind jaren 70 en begin jaren 80 was hij een amateurbokser voor York en Yorkshire.
Zijn eerste grote tv-optreden was in de soap EastEnders, waar hij de rol van Matthew Jackson vertolkte, maar hij is vooral bekend door zijn rol als Superintendent Tom Chandler in de politieserie The Bill. Daarnaast deed hij ook nog enkele gastoptredens in populaire series, waaronder Married... with Children, The Young Indiana Jones Chronicles, Walker Texas Ranger, Holby City, Casualty. Van 2004 tot en met 2005 speelde hij de rol van Dr. Jack Ford in de ziekenhuisreeks Doctors. Hartley is eveneens actief in het theater.
Hartley was een van de geselecteerden voor de rol van James Bond in 1985, maar deze werd uiteindelijk toegewezen aan Timothy Dalton.
Momenteel is hij een van de voice-overs voor de radiozenders TalkSPORT. Hartley woont samen met zijn verloofde Abby Francis, hij was eerder getrouwd met Sophie Heyman.

## Trivia
- Wanneer zijn acteercarrière in een dipje geraakte, werkte hij in de bouw.
- Hij is een marathonloper en half marathonloper voor het "TV Times Leukaemia research team"
- Hartley sprak de stem in van de Ortolan Max Rebo in het videospel Lego Star Wars: The Skywalker Saga uit 2022.